# Antonio Díaz Campos
Antonio Alejandro Díaz Campos (Rancagua, 26 de abril de 2000) es un futbolista chileno que juega de defensor lateral, y actualmente milita en el Club Universidad de Chile de la Primera División de Chile.

## Trayectoria
Formado en las divisiones inferiores O'Higgins, primero como puntero izquierdo para luego ser un lateral por la misma banda, llegaría al primer equipo durante 2018 bajo la orden técnica de Gabriel Milito. Debuta en el plantel profesional en un partido válido por la quinta fecha del torneo en un partido contra Deportes Temuco, reemplazando a Ramón Fernández, que finalizó 2-0 en favor de los celestes, el encuentro se disputó en el Estadio El Teniente de Rancagua.
Su primer gol en el profesionalismo llegó el 7 de agosto de 2023, en la goleada 5-2 de O'Higgins sobre la Universidad de Chile en su visita al Estadio Santa Laura, con una gran definición desde fuera del área, por la fecha 20 del Campeonato Nacional 2023.

## Selección nacional

### Selecciones menores
Fue nominado por el director técnico de la Selección Sub-17 de Chile, Hernán Caputto para disputar el campeonato Sudamericano Sub-17 de 2017 que se disputó en Chile, en el torneo disputó 8 encuentros y marcó en una oportunidad. Finalmente pierden la final con la Selección de Brasil. Finalmente el combinado chileno logró clasificar después de veinte años a la Copa Mundial Sub-17 de India.
El día 23 de septiembre de 2017, fue incluido en la nómina definitiva de 21 jugadores que fueron convocados por Hernán Caputto para viajar a disputar la Copa Mundial Sub-17 de 2017 durante el mes de octubre, certamen en el que vio acción en dos encuentros. Lamentablemente, su selección fue eliminada en fase de grupos tras cosechar un empate y dos derrotas, ubicándose en el cuarto lugar del Grupo F, con siete goles en contra y ninguno a favor, tras Inglaterra, Irak y México.
Fue seleccionado chileno Sub-20 en el Campeonato Sudamericano de Fútbol Sub-20 de 2019 con el técnico Héctor Robles, en el torneo jugó 1 partido. Su selección fue eliminada en la primera fase del campeonato en la derrota con la Selección de fútbol de Colombia en el Estadio El Teniente de Rancagua.
Fue convocado por el entrenador Eduardo Berizzo para ser parte de la sub-23, para participar en los Juegos Panamericanos de 2023.

#### Participaciones en Sudamericanos
| Torneo                      | Sede  | Resultado    | Partidos | Goles |
| --------------------------- | ----- | ------------ | -------- | ----- |
| Sudamericano Sub-17 de 2017 | Chile | Subcampeón   | 8        | 1     |
| Sudamericano Sub-20 de 2019 | Chile | Primera fase | 1        | 0     |

#### Participaciones en Copas del Mundo
| Torneo                      | Sede  | Resultado      | Partidos | Goles |
| --------------------------- | ----- | -------------- | -------- | ----- |
| Copa Mundial Sub-17 de 2017 | India | Fase de grupos | 3        | 0     |

#### Participaciones en Juegos
| Competición               | Sede     | Resultado        | Partidos | Goles | Asist. |
| ------------------------- | -------- | ---------------- | -------- | ----- | ------ |
| Juegos Panamericanos 2023 | Santiago | Medalla de plata | 1        | 0     | 0      |

#### Detalles de partidos
| Partidos internacionales con Selección Chilena Sub-23 | Partidos internacionales con Selección Chilena Sub-23 | Partidos internacionales con Selección Chilena Sub-23 | Partidos internacionales con Selección Chilena Sub-23 | Partidos internacionales con Selección Chilena Sub-23 | Partidos internacionales con Selección Chilena Sub-23 | Partidos internacionales con Selección Chilena Sub-23 | Partidos internacionales con Selección Chilena Sub-23 | Partidos internacionales con Selección Chilena Sub-23 |
| N.º                                                   | Fecha                                                 | Estadio                                               | Local                                                 | Resultado                                             | Visitante                                             | Goles                                                 | Asist.                                                | Competición                                           |
| ----------------------------------------------------- | ----------------------------------------------------- | ----------------------------------------------------- | ----------------------------------------------------- | ----------------------------------------------------- | ----------------------------------------------------- | ----------------------------------------------------- | ----------------------------------------------------- | ----------------------------------------------------- |
| 1                                                     | 29 de octubre de 2023                                 | Estadio Sausalito, Viña del Mar, Chile                | Chile                                                 | 5-0                                                   | República Dominicana                                  |                                                       |                                                       | Juegos Panamericanos 2023                             |
| Total                                                 | Total                                                 | Total                                                 | Presencias                                            | 1                                                     | Goles                                                 | 0                                                     | 0                                                     |                                                       |

## Estadísticas

### Clubes
| Club | Div              | Temporada        | Liga  | Liga  | Copas nacionales(1) | Copas nacionales(1) | Torneos internacionales(2) | Torneos internacionales(2) | Total | Total |
| Club | Div              | Temporada        | Part. | Goles | Part.               | Goles               | Part.                      | Goles                      | Part. | Goles |
| --- | ---------------- | ---------------- | ----- | ----- | ------------------- | ------------------- | -------------------------- | -------------------------- | ----- | ----- |
| O'Higgins · Chile                                                                                           | 1.ª              | 2018             | 1     | 0     | 1                   | 0                   | —                          | —                          | 2     | 0     |
| O'Higgins · Chile                                                                                           | 1.ª              | 2019             | 2     | 0     | 3                   | 0                   | —                          | —                          | 5     | 0     |
| O'Higgins · Chile                                                                                           | 1.ª              | 2020             | 13    | 0     | —                   | —                   | —                          | —                          | 13    | 0     |
| O'Higgins · Chile                                                                                           | 1.ª              | 2021             | 23    | 0     | 4                   | 0                   | —                          | —                          | 27    | 0     |
| O'Higgins · Chile                                                                                           | 1.ª              | 2022             | 26    | 4     | 2                   | 0                   | —                          | —                          | 28    | 8     |
| O'Higgins · Chile                                                                                           | 1.ª              | 2023             | 21    | 2     | 4                   | 0                   | —                          | —                          | 25    | 2     |
| O'Higgins · Chile                                                                                           | 1.ª              | 2024             | 12    | 0     | 0                   | 0                   | —                          | —                          | 12    | 0     |
| O'Higgins · Chile                                                                                           | Total club       | Total club       | 98    | 2     | 14                  | 0                   | 0                          | 0                          | 112   | 2     |
| Universidad de Chile · Chile                                                                                | 1.ª              | 2024             | 4     | 0     | 4                   | 0                   | —                          | —                          | 8     | 0     |
| Universidad de Chile · Chile                                                                                | 1.ª              | 2025             | 7     | 0     | 6                   | 1                   | 2                          | 0                          | 15    | 1     |
| Universidad de Chile · Chile                                                                                | Total club       | Total club       | 11    | 0     | 10                  | 1                   | 2                          | 0                          | 23    | 1     |
| Total en carrera                                                                                            | Total en carrera | Total en carrera | 109   | 2     | 24                  | 1                   | 2                          | 0                          | 135   | 3     |
| (1)Incluye datos de la Copa Chile. (2)Incluye datos de la Copa Libertadores de América y Copa Sudamericana. |                  |                  |       |       |                     |                     |                            |                            |       |       |

### Resumen estadístico
| Competición               | Partidos | Goles |
| ------------------------- | -------- | ----- |
| Primera División de Chile | 103      | 9     |
| Copa Chile                | 15       | 0     |
| Selección de Chile sub-17 | 13       | 3     |
| Selección de Chile sub-20 | 4        | 0     |
| Selección de Chile sub-23 | 2        | 0     |
| Total                     | 131      | 11    |

## Palmarés

### Títulos nacionales
| Título     | Club                 | País  | Año  |
| ---------- | -------------------- | ----- | ---- |
| Copa Chile | Universidad de Chile | Chile | 2024 |

### Campeonatos internacionales
| Título               | Club (*)                  | País              | Año  |
| -------------------- | ------------------------- | ----------------- | ---- |
| Copa Milk            | O'Higgins                 | Irlanda del Norte | 2016 |
| Juegos Suramericanos | Selección sub-20 de Chile | Bolivia           | 2018 |
| Juegos Panamericanos | Selección sub-23 de Chile | Chile             | 2023 |

(*) Incluyendo la Selección